# Lorenzo Suárez de Mendoza
Lorenzo Suárez de Mendoza y Jiménez, V conde de Coruña y V vizconde de Torija (Guadalajara, 1518-Ciudad de México, 29 de junio de 1583), fue el quinto virrey de la Nueva España, desde el 4 de octubre de 1580 hasta el 29 de junio de 1583. Nació dentro de la nobleza española, siendo descendiente directo de Íñigo López de Mendoza, marqués de Santillana, y primo segundo de Antonio de Mendoza y Pacheco, el primer virrey de la Nueva España.

## Entorno familiar
Era hijo de Alonso Suárez de Mendoza, IV conde de Coruña y IV vizconde de Torija, y de Juana Francisca Jiménez de Cisneros y Zapata (m. 1535). Ambos títulos fueron concedidos por el rey Enrique IV de Castilla en 1469 a su bisabuelo, también llamado Lorenzo Suárez de Mendoza, hijo del marqués de Santillana. Como hijo primogénito, sucedió a su padre en los títulos y fue el V conde de Coruña y V vizconde de Torijas. Contrajo matrimonio con Catalina de la Cerda y Silva (m. 1580), hija de Juan de la Cerda-Foix y Viqué (1485-1544), II conde del Puerto de Santa María, y de su segunda esposa, María de Silva y Toledo. De este matrimonio nacieron cuatro hijos, entre ellos, Bernardino Suárez de Mendoza, que sucedió a su padre en sus estados.

## Primeros años
Suárez de Mendoza fue un docto hombre de letras, un escritor de mérito. Fue alabado por Gálvez de Montalvo (condiscípulo de Cervantes en las clases que López de Hoyos daba en Madrid) en su libro El Pastor de Filida. Participó en la guerra y conquista de Túnez, a donde fue llevado por su padre, quien acompañó al emperador. Fue patrón y protector de la Universidad de Alcalá de Henares. De 1550 a 1553 sirvió como asistente de Sevilla, cargo equivalente al de corregidor.

## Nombramiento y llegada
El 26 de marzo de 1580 fue nombrado virrey por el rey Felipe II, para reemplazar al anterior virrey, Martín Enríquez de Almansa, que había sido promovido a virrey del Perú. Suárez de Mendoza hizo su entrada solemne en la Ciudad de México el 4 de octubre de 1580, y en esa fecha tomó formalmente cargo de su administración en la Nueva España. La pompa con que fue recibido no tuvo precedentes. Su carácter afable y la atención que prestó a los asuntos públicos lo hicieron muy pronto una figura muy popular.

## Logros
Siendo un hombre recto y honesto, una de su mayores preocupaciones fue terminar con la proliferación del vicio y la corrupción administrativa, la cual había alcanzado enormes proporciones. Miembros de la Audiencia, oficiales de gobierno, jueces y burócratas vendían sus servicios y decisiones. Suárez intentó detener tales abusos con algún éxito. El poder de la Audiencia limitaba algunas de sus decisiones y eso le impedía el completo éxito en su lucha. Para combatir las obstrucciones de la Audiencia pidió al rey Felipe II el envío de un «visitador». Esta importante posición recayó en la figura de Pedro Moya de Contreras, nombrado mediante Real Cédula en 1583, quien ya era el primer inquisidor general de la Nueva España y, además, arzobispo de la Ciudad de México. Moya de Contreras sucedería a Suárez como virrey después de la muerte de este último en 1583.
Para regular el comercio y supervisar las dos grandes aduanas en Acapulco y Veracruz, Suárez instituyó el Tribunal del Comercio, conocido como el Consulado.

## Muerte y sucesión
Suárez de Mendoza ya era adulto  cuando tomó posesión del cargo y no sobrevivió más de tres años después de esto. Falleció el 29 de junio de 1583 en la capital del virreinato. Sus restos fueron sepultados en la iglesia de San Francisco y más tarde trasladados a España a su tumba familiar. La Audiencia tomó control del virreinato en espera del nombramiento del nuevo virrey. La Audiencia, en ese entonces, incluía personajes tales como el Dr. Robles, el Lic. Sánchez Paredes, y Pedro Farfán. Este gobierno interino enfrentó muchas dificultades y durante sus 16 meses en el poder hubo mucha inseguridad. En 1584 el arzobispo Pedro Moya de Contreras tomó las riendas del gobierno como sexto virrey de la Nueva España.